# 名島火力発電所
名島火力発電所（なじまかりょくはつでんしょ）は、かつて福岡市東区名島に存在した火力発電所（石炭火力発電所）である。1920年（大正9年）より1960年（昭和35年）にかけて運転された。
戦前期の有力電気事業者である九州電灯鉄道（後の東邦電力）が建設。1939年（昭和14年）に東邦電力から日本発送電へと出資され、1951年（昭和26年）から廃止までは九州電力に帰属した。廃止時の出力は4万6,000キロワット。

## 沿革

### 建設の経緯
1912年（明治45年）、福岡市の博多電灯軌道（旧・博多電灯）と佐賀県の九州電気が合併して九州電灯鉄道が発足した。福岡・佐賀両県を中心に電気を供給した同社の電源は、佐賀県内の水力発電所と福岡市郊外にあった住吉火力発電所が主力であった。その後同社は1917年（大正6年）にかけて佐賀県を流れる嘉瀬川上流（川上川）において水力開発を手がけた。
川上川開発を進める一方で、第一次世界大戦を背景とする需要の急増に対処するべく九州電灯鉄道は大規模火力発電の建設計画を起こし、1916年（大正5年）11月これにかかる資金調達について株主総会の承認を得た。計画は3,000キロワットの火力設備増設と2万キロワットの増設の2つからなり、前者については長崎発電所（長崎市）の増設という形で1919年（大正8年）に竣工。そして後者は名島発電所の新設という形で実行に移された。
2万キロワットの火力発電所建設は、福岡・佐賀両県にわたって用水と石炭を基準に用地の選定が進められ、一旦は佐賀県北部の唐津線山本駅近くに決定された。しかし1918年（大正7年）になって福岡市郊外の福岡県糟屋郡多々良村大字名島（現・福岡市東区名島）に変更され、同地に約5万坪の土地が確保された。そして1918年12月より名島火力発電所の建設工事が始まった。

### 運転開始と拡張
名島火力発電所は1万キロワット発電機2台で運転するものとされ、まず1920年（大正9年）3月に片方の発電機の据付が終了し、4月2日より送電を開始した。もう片方の発電機の設置も同年6月29日より運転を開始している。発電機および蒸気タービンは米国ゼネラル・エレクトリック (GE) 製。こうして完成した名島火力発電所の出力は2万キロワットであり、同発電所運転開始前の九州電灯鉄道の総発電力（1万8千キロワット）を単独で越える大規模な発電所であった。こうした大規模発電所の設置は同社常務松永安左エ門が計画したという。発電所からは近隣の変電所へ送電線が伸びたほか、川上川第一発電所を経て佐賀・大川方面や佐世保・長崎方面へ至る基幹送電線の起点となった。
九州電灯鉄道は1922年（大正11年）に名古屋市の関西電気（旧・名古屋電灯）と合併し、東邦電力となった。東邦電力に引き継がれた時点で名島火力発電所は、水力発電では不足する供給力を補給する発電所として利用されていた。出力は2万キロワットであったものの、ボイラー出力の関係上実際には1万7,500キロワットに留まっていたことから、1924年（大正13年）1月になってボイラーが2台増設された。さらにその後の需要増加で渇水期の供給力不足が懸念されたため、2万キロワットの拡張計画が立てられ、1925年（大正14年）8月に2万キロワット発電機1台（米国ウェスティングハウス・エレクトリック (WEC) 製）などが増設されている。この後も需要増加対策として大拡張計画が立てられたものの、1931年（昭和6年）に大淀川発電所（宮崎県）などから受電する契約を東邦電力が締結したためこの計画は中止となった。
1937年（昭和12年）8月になり、長崎・佐世保方面の重工業発達などに伴う需要急増への対策として東邦電力は相浦発電所（長崎県）の新設許可を得たが、その完成までの需要増加は想定を超えるペースであり、供給力不足に陥った。このため、中部電力（愛知県）が補給火力発電所増設を目的に発注したものの東邦電力との合併で増設が中止となり用途がなくなっていた機械を転用し、急遽名島発電所を増設することとなった。同年12月に増設工事は始められ、1938年（昭和13年）11月29日に完成、冬の渇水期対策に活用された。このとき増設された設備は1万キロワット発電機などである。
東邦電力時代の名島火力発電所は、火力発電技術の研究所としての役割もあり、様々な新技術がこの発電所で試験・試用され、同社の発電所新増設に活かされた。

### 所有の変遷と廃止
1938年（昭和13年）の電力管理法施行に伴う電力国家管理の実施により、国内の電気事業者は発電設備については出力1万キロワット以上の火力発電所を新設の国策会社日本発送電へと出資することとなった。この規定により翌1939年（昭和14年）4月1日の日本発送電成立にあわせて東邦電力は同社へ名島火力発電所を出資した。
1951年（昭和26年）5月1日、戦後の電気事業再編成に伴う日本発送電九州支店と九州配電の再編によって九州電力が発足する。これによって名島発電所は九州電力に引き継がれ（引継時の認可出力は4万6,000キロワット）、九州電力名島発電所となった。
九州電力発足後、同社管内では築上・大村・苅田・新港といった10万キロワット以上の出力を持つ新鋭の大容量火力発電所が相次いで建設された。これと引き替えに能率が劣る既存火力発電所は次第に存在価値を失い、合理化のため順次廃止された。名島発電所もその一つで、1960年（昭和35年）12月8日に廃止された。

## 設備構成
通商産業省の資料に基づく1953年（昭和28年）3月末時点の発電所設備を以下に記す。

### ボイラー
| 形式      | 台数 | 製造者名                                 | 製造年月   |
| --------- | ---- | ---------------------------------------- | ---------- |
| S型連立式 | 4    | Erie City Iron Works                     | 1918年10月 |
| WIF式     | 4    | バブコック・アンド・ウィルコックス (B&W) | 1919年11月 |
| WIF式     | 2    | 同上                                     | 1922年8月  |
| CTM式     | 2    | 同上                                     | 1924年2月  |
| CTM式     | 1    | 同上                                     | 1937年10月 |

### 原動機
| 形式               | 容量 (kW) | 台数 | 製造者名                      | 製造年月   |
| ------------------ | --------- | ---- | ----------------------------- | ---------- |
| 復水式蒸気タービン | 10,000    | 2    | ゼネラル・エレクトリック (GE) | 1918年12月 |
| 復水式蒸気タービン | 20,000    | 1    | ウェスティングハウス (WEC)    | 1923年10月 |
| 復水式蒸気タービン | 11,000    | 1    | 石川島造船所                  | 1938年3月  |

### 発電機
| 容量 (kVA) | 電圧 (kV) | 力率 (%) | 回転数 (rpm) | 周波数 (Hz) | 台数 | 製造者名                      | 製造年月  |
| ---------- | --------- | -------- | ------------ | ----------- | ---- | ----------------------------- | --------- |
| 12,500     | 11        | 80       | 1,800        | 60          | 2    | ゼネラル・エレクトリック (GE) | 1919年3月 |
| 25,000     | 11        | 80       | 1,800        | 60          | 1    | ウェスティングハウス (WEC)    | 1924年6月 |
| 12,500     | 11        | 80       | 3,600        | 60          | 1    | 芝浦製作所                    | 1938年1月 |

## 跡地の利用
1960年12月の廃止後、発電所の象徴であった4本の煙突（高さ61メートルで、高層建築物が少なかった当時はその姿を市内の至る所から確認できたといわれる）は翌年から1962年（昭和37年）にかけて順次解体された。跡地は九州電力のグラウンドを経て名島運動公園となり、園内には当時を偲ぶ記念碑が建っている。